# TT148
La tombe thébaine TT 148 est située à Dra Abou el-Naga, dans la nécropole thébaine, sur la rive ouest du Nil, face à Louxor en Égypte.
C'est la sépulture d'Amenemopet (Jmn-m-jp.t), prêtre d'Amon, datant des règnes de Ramsès III à Ramsès V (XXe dynastie).